# Max Salminen
Pour les articles homonymes, voir Salminen.
Max Salminen, né le 22 septembre 1988 à Lund, est un marin suédois qui remporte notamment la médaille d'or dans l'épreuve du quillard à deux équipiers lors des Jeux olympiques d'été de 2012.
Il est le conjoint de la skipper danoise Susanne Boidin.

## Palmarès
- Jeux olympiques
  -  avec son coéquipier Fredrik Lööf (Voile aux Jeux olympiques d'été de 2012 – Star hommes)[2]
  - 6e (Voile aux Jeux olympiques d'été de 2016 - Finn hommes)[3]
  - 9e (Voile aux Jeux olympiques d'été de 2020 - Finn hommes)